# Bolitoglossa guaramacalensis
Bolitoglossa guaramacalensis es una especie de salamandras en la familia Plethodontidae.
Es endémica del noreste de la cordillera de Mérida (Venezuela).
Su hábitat natural son los montanos húmedos tropicales o subtropicales.